# Pierre Carré
Pour les articles homonymes, voir Pierre Carré (homonymie) et Carré (homonymie).
Pierre Carré est un chanteur français, décédé en 2013, qui se produisit pendant plus de 40 ans sur la scène des Noctambules, un bar de la place Pigalle à Paris.
Il est aussi célèbre pour son look (banane gominée et costume rouge flamboyant), que pour son répertoire composé de chansons des années 1930 et 40 comme « Quand on s'promène au bord de l'eau » (initialement interprétée par Jean Gabin), « Dédé de Montmartre » et, bien évidemment, « Pigalle » de Georges Ulmer. Il a sorti un album au début de l'année 2000, intitulé Paname.
Pierre Carré apparaît dans le film VHS de la Mano Negra : Tournée générale ! Live à Pigalle (1989, Virgin) puis dans Out of time, le double DVD de la Mano Negra (2005, EMI), où il interprète « Le porte-croix », une chanson corse.
On a pu également l'apercevoir au cinéma, dans Les Grandes Bouches de Bernie Bonvoisin (il y tient le rôle de Jukebox, un chanteur) et dans La Vérité sur Charlie (The Truth About Charlie) de Jonathan Demme. 
En 1996, Sylvain Augier lui a consacré un reportage dans son émission Faut pas rêver.

## Discographie
- 2000 : Paname
- 2002 : The truth about Charlie (bande originale du film), chanson « La Butte Rouge »